# IV. Lipót osztrák herceg
IV. Lipót (Bécs, 1371 – Bécs, 1411. június 3.) Ausztria hercege az osztrák Habsburgok Lipóti ágának uralkodója volt.

## Élete
III. Lipót második fiaként látta meg a napvilágot 1371-ben. Bátyja, Vilmos trónra lépésekor megtette őt érvényes társuralkodójává. Így ő lett az ősi svájci Habsburg birtokok és Belső-Ausztria egyes részeinek ura. Lipót lett a svájci ellenzék arca az osztrák közigazgatás ellen. 1391-től egész Belső-Ausztria a kezébe került, 1396-tól 1406-ig pedig már Tirolt is ő kormányozta.
1393-ban feleségül vette Valois Katalint, II. Fülöp burgundi herceg lányát. Katalin hercegné 1425-ben elhunyt. Nem születtek gyermekeik.
1411-es halálakor trónját öccseire Ernőre és Frigyesre hagyta, akiket 1406-ban, a gyermek nélkül elhunyt Vilmos halála után társuralkodóvá koronáztatott. Ekkor lett Lipót a Habsburg család rangidős tagja. Mivel Lipót is utód nélkül halt meg, Ernő és Frigyes megállapodást kötöttek a területek felosztásáról. Ernő kapta Belső-Ausztriát, Frigyes pedig Hátsó-Ausztriát és Tirolt. Ernő ezenfelűl megszerezte Stájerország és a környező területek irányítását is. Frigyes alig töltötte be a húszat amikor Tirol egyeduralkodója lett. Lipót a család rangidős tagjaként megmaradt Belső-Ausztria ura.
1406-ban Lipót véget vetett fiatal unokatestvére V. Albert fölötti gyámságának, ezzel súlyos konfliktusba került öccsével, Ernővel.
Lipótot a bécsi Szent István-dóm hercegi kriptájába temették el.
| Előző uralkodó: III. Lipót | Ausztria hercege 1386 – 1411 Belső-Ausztriában | Következő uralkodó: II. (Vas) Ernő és IV. Frigyes |